# Championships
'Championships é o quarto álbum de estúdio do rapper norte-americano Meek Mill. Lançado em 30 de novembro de 2018, por intermédio da Atlantic Records e da Maybach Music Group, contém as aparições de Cardi B, Drake, Kodak Black, 21 Savage, Jeremih, PnB Rock, Fabolous, Future, Young Thug, Ella Mai, Jay Z, Rick Ross e outros. O álbum recebeu aclamação positiva da crítica e estreou no topo da Billboard 200.

## Alinhamento de faixas
Os créditos foram adaptados do Tidal e do Spotify.
| N.º | Título                     | Compositor(es) | Produtor(es)                                | Duração |  |
| 1.  | "Intro"                    | Robert Williams Nikolas Papamitrou Phil Collins                                                                                               | Papamitrou Andrew Meoray [b]                | 3:33    |  |
| 2.  | "Trauma"                   | Williams Donald Cannon Larrance Dopson Les Holyrod                                                                                            | Don Cannon Rance Dopson [a]                 | 3:58    |  |
| 3.  | "Uptown Vibes"             | Williams Nija Charles Papamitrou John Jackson Emmanuel Santiago                                                                               | Papamitrou                                  | 3:10    |  |
| 4.  | "On Me"                    | Williams Charles Belcalis Almánzar Shondrae Crawford Desmond Peterson                                                                         | Bangladesh Benny Wond3r                     | 3:45    |  |
| 5.  | "What's Free"              | Williams William Roberts II Shawn Carter Nicholas Warwar Tarik Azzouz Clemm Rishad Christopher Wallace Carlos Broady Nashiem Myrick Hal David | Streetrunner Azzouz                         | 6:02    |  |
| 6.  | "Respect the Game"         | Williams Papamitrou Omar Gomez Dopson Lonnie Smith                                                                                            | Papamitrou Beat Menace [a] Rance Dopson [a] | 3:12    |  |
| 7.  | "Splash Warning"           | Williams Nayvadius Wilburn Rodrick Moore, Jr. Jeffery Williams Jacob Canady                                                                   | ATL Jacob                                   | 2:48    |  |
| 8.  | "Championships"            | Williams Dario Omanovic Dopson Toney Fountain                                                                                                 | Dario Rance Dopson [a]                      | 4:21    |  |
| 9.  | "Going Bad"                | Williams Aubrey Graham Wesley Glass Westen Weiss                                                                                              | Wheezy Weiss [a]                            | 3:00    |  |
| 10. | "Almost Slipped"           | Williams Jamaal Henry Frank Dechellis Taylor Sanchez                                                                                          | Maaly Raw The Trillionaires                 | 4:06    |  |
| 11. | "Tic Tac Toe"              | Williams Dieuson Octave Brytavious Chambers                                                                                                   | Tay Keith                                   | 3:05    |  |
| 12. | "24/7"                     | Williams Charles Ella Howell Eyobed Getachew Ozan Yildirim Austin Schindler Andrew Franklin Beyonce Knowles Scott Storch Robert Waller        | Austin Powerz EY OZ Pro Logic               | 3:41    |  |
| 13. | "Oodles o' Noodles Babies" | Williams Antonio Jimenez Clarence Scarborough                                                                                                 | Butter Beats (Dolla Bill Kidz) Kendxll [c]  | 3:01    |  |
| 14. | "Pay You Back"             | Williams Shayaa Abraham-Joseph Glass Kevin Gomringer Tim Gomringer                                                                            | Wheezy Cubeatz                              | 3:55    |  |
| 15. | "100 Summers"              | Williams Chauncey Hollis | Hit-Boy                                     | 2:43    |  |
| 16. | "Wit the Shits (W.T.S.)"   | Williams Audrey Ducasse Charles Dumazer | C-Sick                                      | 2:50    |  |
| 17. | "Stuck in My Ways"         | Williams Ronald LaTour John Harrison | Cardo                                       | 3:11    |  |
| 18. | "Dangerous"                | Williams Jeremih Felton Rakim Allen Christopher Dotson Christian Ward James Allen Worthy Gabrielle Nowee Melvin Moore Donald DeGrate          | Prince Chrishan Hitmaka                     | 3:53    |  |
| 19. | "Cold Hearted II"          | Williams Papamitrou Dopson Gomez Abel Tesfaye Mike Lévy Adam Feeney                                                                           | Papamitrou Beat Menace [a] Rance Dopson [a] | 5:01    |  |